# Die grössten Schweizer Talente (seconda edizione)
La seconda edizione di Die grössten Schweizer Talente ha avuto inizio il 28 gennaio 2012 e si è conclusa il 17 marzo 2012.
A maggio 2011 è stato reso noto che era in pianificazione una nuova edizione e così si sono realizzate i nuovi casting, stavolta un po' in tutta la Svizzera, registrati nell'autunno 2011 al Theater 11 di Zurigo, a cui sono state dedicate le prime quattro puntate, mentre le ultime quattro alle semifinali e alla finale. La vincitrice è stata la cantante Eliane Müller con la sua reinterpretazione del brano Nothing Else Matters dei Metallica.
In quest'edizione le puntate di casting sono andate in onda sia il mercoledì sia il sabato mentre quelle in diretta solo il sabato.

## Puntate
Dopo la prima fase di provini, sono stati selezionati 24 semifinalisti che sono stati suddivisi in 3 gruppi da 8 concorrenti.
Nel corso delle tre semifinali, per ogni gruppo, il televoto ha stabilito una classifica di gradimento che ha permesso l'accesso alla finale a soli tre concorrenti: il primo e il secondo classificato e la scelta dei giudici per il terzo classificato.
Legenda:
      Vince il voto del pubblico

      Vince il voto dei giudici
  F   Finalista

 EL  Eliminato/a
 T3   T6  Top 3/Top 6 (Eliminato)

### Semifinale 1
La prima semifinale è andata in onda il 25 febbraio 2012 e ha visto qualificarsi alla fase successiva 3 concorrenti.
| 1 | Sconosciuto EL             | Mattia Da Dalt                | Cantante                         | — | — | — |
| 2 | 1° (vince televoto) F      | Urs Rudin                     | Pittura con la sabbia            | — | — | — |
| 3 | Sconosciuto EL             | Nico Minnig & Arbanite Avdija | Cantanti                         | — | — | — |
| 4 | 2° (vince televoto) F      | Melissa Sanchez Lehmann       | Cantante                         | — | — | — |
| 5 | 3° (vince voto giudici) T3 | Special Elements              | Ballerini di Hip hop/Break dance | — | — | — |
| 6 | Sconosciuto EL             | The Velvet Cats               | Commedianti/cantanti             | — | — | — |
| 7 | Sconosciuto EL             | WintiAkro                     | Acrobata                         | — | — | — |
| 8 | Sconosciuto EL             | Aaron Zäch                    | Cantante                         | — | — | — |

### Semifinale 2
La seconda semifinale è andata in onda il 3 marzo 2012 e ha visto qualificarsi alla fase successiva 3 concorrenti.
| 1 | Sconosciuto EL             | Deha Cokyasa              | Danza                   | — | — | — |
| 2 | Sconosciuto EL             | Die 3 Tenöre              | Commedianti/cantanti    | — | — | — |
| 3 | Sconosciuto EL             | Markus Durrer             | Cantante                | — | — | — |
| 4 | 2° (vince televoto) F      | Duo Yingling              | Acrobati/contorsionisti | — | — | — |
| 5 | Sconosciuto EL             | Lia Seddio                | Cantante                | — | — | — |
| 6 | Sconosciuto EL             | Ronald Schmid und Ronaldo | Ventriloqui             | — | — | — |
| 7 | 1° (vince televoto) F      | Andrea Sutter             | Cantante                | — | — | — |
| 8 | 3° (vince voto giudici) T3 | Luca Tarqua               | Cantante                | — | — | — |

### Semifinale 3
La terza semifinale è andata in onda il 10 marzo 2012 e ha visto qualificarsi alla fase successiva 3 concorrenti.
| 1 | Sconosciuto EL             | Danceloft       | Balletto                                          | — | — | — |
| 2 | 2° (vince televoto) F      | Drums2Streets   | Percussionisti                                    | — | — | — |
| 3 | Sconosciuto EL             | Ilir Hajvazi    | Danza                                             | — | — | — |
| 4 | Sconosciuto EL             | Gjon Muharremaj | Cantante                                          | — | — | — |
| 5 | 1° (vince televoto) F      | Eliane Müller   | Cantante                                          | — | — | — |
| 6 | Sconosciuto EL             | Lukas Pfaff     | Arte delle ombre                                  | — | — | — |
| 7 | 3° (vince voto giudici) EL | Fabrizio Sassi  | Cantante                                          | — | — | — |
| 8 | Sconosciuto EL             | Swisstricks     | Acrobati/danza/sport da combattimento/commedianti | — | — | — |

### Finale
La finale è andata in onda il 17 marzo 2012 ed ha visto vincere la cantante Eliane Müller.
| Ordine | Piazzamento        | Artista                 | Genere                           | Previsioni dei giudici | Previsioni dei giudici | Previsioni dei giudici |
| Ordine | Piazzamento        | Artista                 | Genere                           | DJ Bobo                | Christa                | Roman                  |
| ------ | ------------------ | ----------------------- | -------------------------------- | ---------------------- | ---------------------- | ---------------------- |
| 1      | Ottava EL          | Andrea Sutter           | Cantante                         | —                      | —                      | —                      |
| 2      | Top 6 T6           | Urs Rudin               | Pittura con la sabbia            | —                      | —                      | —                      |
| 3      | Nono EL            | Luca Tarqua             | Cantante                         | —                      | —                      | —                      |
| 4      | Top 6 T6           | Special Elements        | Ballerini di Hip hop/Break dance | —                      | —                      | —                      |
| 5      | Settimo EL         | Fabrizio Sassi          | Cantante                         | —                      | —                      | —                      |
| 6      | Top 6 T6           | Duo Yingling            | Acrobati/contorsionisti          | —                      | —                      | —                      |
| 7      | 3º classificata T3 | Melissa Sanchez Lehmann | Cantante                         | —                      | —                      | —                      |
| 8      | 2º classificati F  | Drums2Streets           | Percussionisti                   | —                      | —                      | —                      |
| 9      | Vincitrice W       | Eliane Müller           | Cantante                         | —                      | —                      | —                      |